# تریل (پروتئین)
تریل (انگلیسی: TRAIL) با نام کاملِ «لیگاند القاکنندهٔ آپوپتوز مرتبط با فاکتور نکروز تومور» (انگلیسی: TNF-related apoptosis-inducing ligand) که با نام «CD253» هم شناخته می‌شود، نام یک پروتئین است که در نقش یک لیگاند ظاهر شده و کارش، القای فرایند آپوپتوز یا مرگ برنامه‌ریزی‌شدهٔ سلول است. ژن کدکنندهٔ این پروتئین بر روی بازوی بلندِ کروموزوم ۳ واقع است.
تریل در واقع، یک سیتوکین است که در بسیاری از سلول‌های بافت بدن انسان ساخته و ترشح می‌شود و عملکرد اولیه‌اش ایجاد آپوپتوز در تومورها از طریق اتصال به برخی گیرنده‌های مرگ است.
از اواسط دههٔ ۹۰ میلادی تلاش‌هایی صورت گرفت تا داروهای ضدسرطانی که القاکنندهٔ تریل باشند، ساخته شود (همچون ماپاتومومب)؛ اما تا سال ۲۰۱۳ میلادی، شواهد قابل قبولی، مبنی بر اثرگذاریِ قابلِ ملاحظهٔ این داروها به دست نیامده است.
همچنین برخی پژوهش‌ها نشان می‌دهد که مولکول کوچک ONC201 با تشدید بیان تریل، قادر به نابودی برخی سلول‌های سرطانی است.

## بیشتر بخوانید
- Almasan A, Ashkenazi A (2004). "Apo2L/TRAIL: apoptosis signaling, biology, and potential for cancer therapy". Cytokine Growth Factor Rev. 14 (3–4): 337–48. doi:10.1016/S1359-6101(03)00029-7. PMID 12787570.
- Cha SS, Song YL, Oh BH (2004). "Specificity of molecular recognition learned from the crystal structures of TRAIL and the TRAIL:sDR5 complex". Vitam. Horm. Vitamins & Hormones. 67: 1–17. doi:10.1016/S0083-6729(04)67001-4. ISBN 978-0-12-709867-8. PMID 15110168.
- Song C, Jin B (2005). "TRAIL (CD253), a new member of the TNF superfamily". J. Biol. Regul. Homeost. Agents. 19 (1–2): 73–7. PMID 16178278.
- Bucur O, Ray S, Bucur MC, Almasan A (2006). "APO2 ligand/tumor necrosis factor-related apoptosis-inducing ligand in prostate cancer therapy". Front. Biosci. 11: 1549–68. doi:10.2741/1903. PMID 16368536.